# Gerald Ash
Gerald Ash (ur. 1948) – amerykański kolarz torowy, srebrny medalista mistrzostw świata.

## Kariera
Największy sukces osiągnął w 1978 roku, kiedy razem z Lesliem Barczewskim zdobył srebrny medal w wyścigu tandemów. W zawodach tych Amerykanie ulegli jedynie czechosłowackiej parze Vladimír Vačkář i Miroslav Vymazal. Był to jedyny medal wywalczony przez Asha na międzynarodowej imprezie tej rangi. Nigdy nie wystąpił na igrzyskach olimpijskich.